# 南美洲
南亚美利加洲，简称南美洲，为七大洲之一，位於西半球南部（或南半球），西臨南太平洋，西面為太平洋板塊及納斯卡板塊。太平洋板塊及納斯卡板塊之間的內營力為張力，衍生了東太平洋海嶺；而納斯卡板塊與南美洲板塊的內營力為擠壓力，衍生了秘魯智利海溝的俯衝帶，並於南美洲板塊之下。東面則是大西洋，北面則是加勒比海。南美洲是美洲大陸南面的一部分，西面有海拔數千公尺高聳的安第斯山脈，東向則主要是平原，包括亞馬遜河和亚马逊热带雨林。
南美洲面積達1,784萬平方公里，占地球表面的3.5%。直到2021年，南美洲人口已有4億3千萬，世界排名第五。其中巴西是南美洲面積最大的國家，占有一半左右。

## 地理

地形圖

### 地形
南美洲擁有多樣化的地形，有綿長高聳的褶曲山脈、古老的結晶高地、河流沖積的平原及盆地。摺曲山脈從墨西哥高原延伸至安地斯山脈；古老的結晶岩層則位於巴西高原、圭亞那高地，富含金屬礦產，智利的銅礦也位在古老地質中。河流沖積的平原有奧利諾科盆地、亞馬遜盆地、拉布拉塔平原、彭巴草原。

#### 安第斯山脈

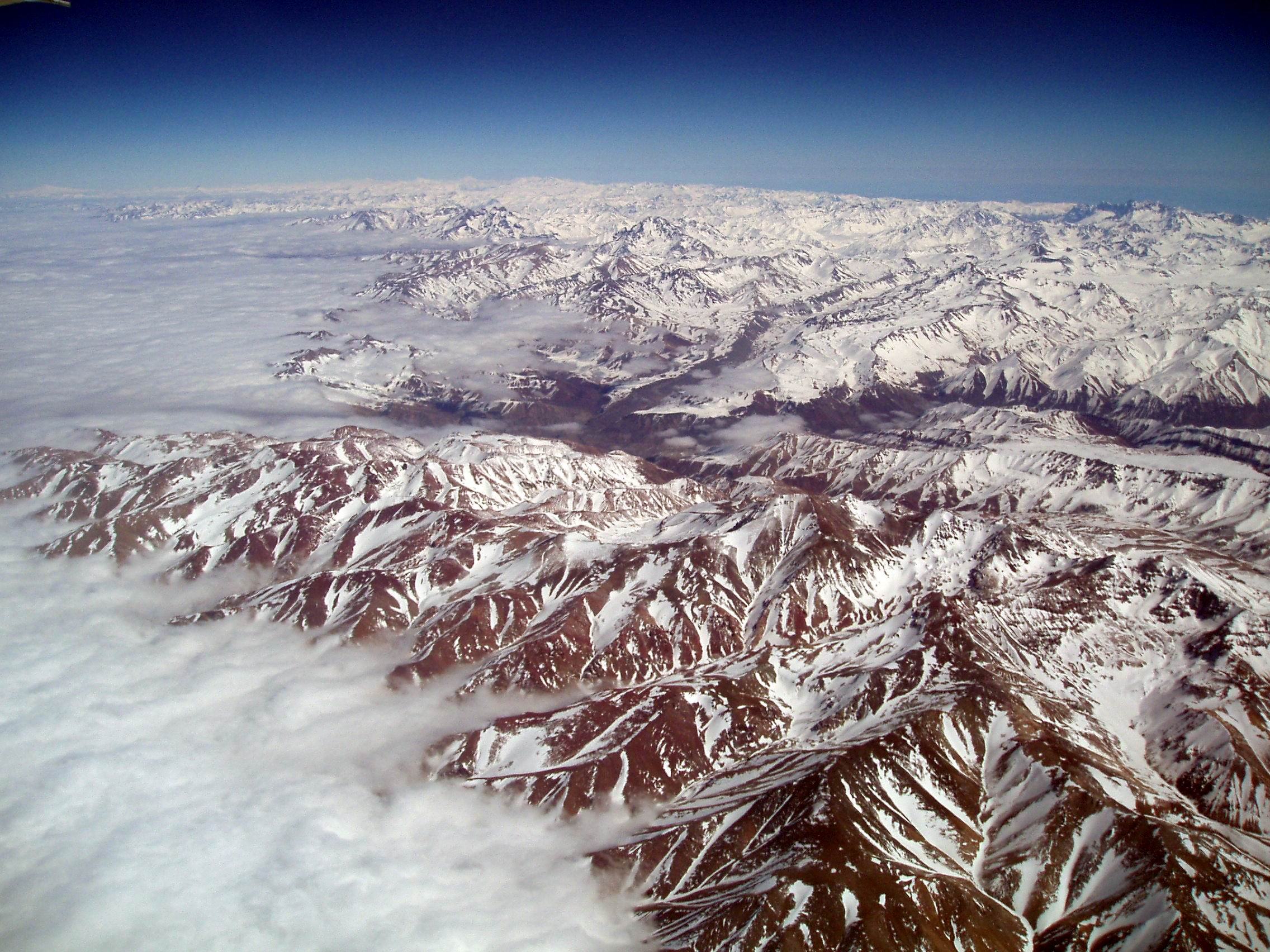
安第斯山脈

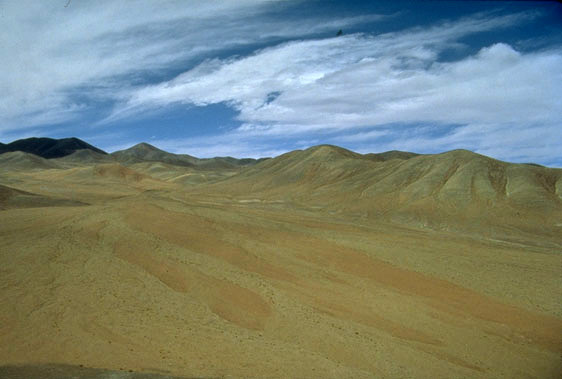
阿他加馬沙漠

安第斯山脈南北長6,400公里，是陸地上最長的山脈，最高山為阿空加瓜山，高6,962公尺，綜橫委內瑞拉、哥倫比亞、厄瓜多尔、秘魯、玻利維亞、智利、阿根廷七國。南段安地斯山脈有數排平行的科迪勒拉山系，平均海拔約3,350至3,900公尺，其上有阿他加馬高原。中段安第斯山脈約在玻利維亞的國土上，平均海拔3,000至3,600公尺，分為東、西兩支，其間有波波湖和的的喀喀湖。在祕魯也分成許多支山脈，其上有許多活火山，包括欽博拉索火山（6,310公尺）、科托帕希火山（5,896公尺）等。在哥倫比亞分為三支，最後轉向東北的委內瑞拉，形成梅里達山脈。

#### 圭亞那高地
圭亞那高地為委內瑞拉東南部的低矮台地，也為古老的結晶地形，向東南延伸到蓋亞那、蘇利南及巴西北部。其間有許多斷崖瀑布，世界最高的安琪兒瀑布即位在此處。

#### 亞馬遜盆地

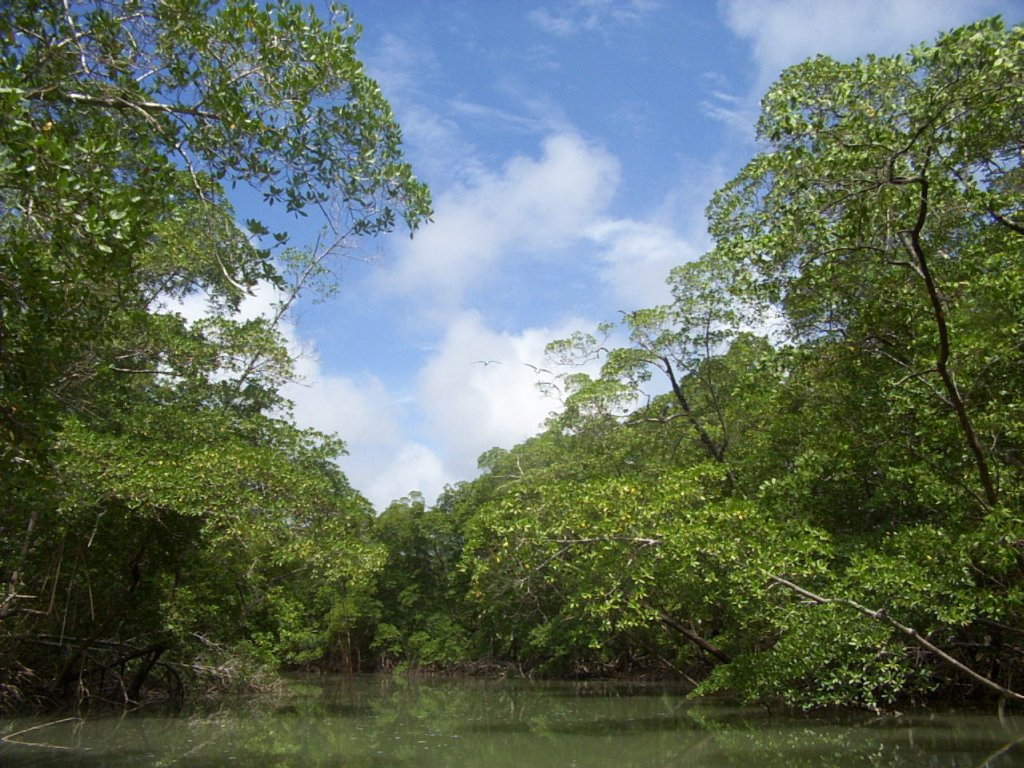
流經亞馬遜熱帶雨林的河流

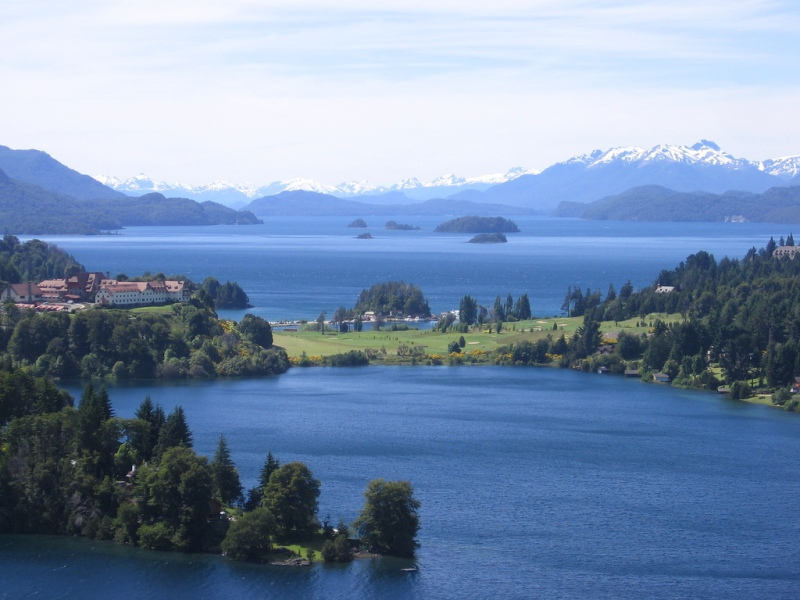

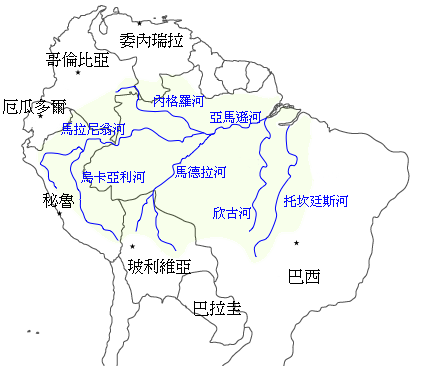
亞馬遜盆地

亞馬遜盆地由亞馬遜河沖積而成，屬於熱帶雨林氣候，不適人居，為世界最大的熱帶雨林，有地球之肺的稱號，面積約650萬平方公里。

#### 巴西高原
為一古老的結晶岩層，產有數種礦產，位在巴西東部，其東南部有巴西主要大城。

#### 拉布拉他平原
由拉布拉他河沖積而成，從阿根廷延伸至巴拉圭及烏拉圭。西鄰安地斯山脈，東北接巴西高原。

#### 巴塔哥尼亞高原
為南美洲最南端的山脈群，屬於高地氣候，其東邊為數條河流的發源地，原本覆蓋的大片森林現在多開發為牧場。

### 河流及湖泊
南美洲上有數條河流，較為著名的有亞馬遜河、奧利諾科河及拉布拉他河；主要湖泊則有的的喀喀湖和馬拉開波湖（潟湖）。

#### 亞馬遜河
為世界流量、流域最大及第二長河，發源地約安地斯山脈以東150公里，河道彎曲不斷，有許多分支，最後匯集到馬拉若島。河長有兩種算法，一是從勞里科查湖（馬迪拉河源頭）算起，約長6,280公里。另一是從比拉弗羅湖算起，約長6,449公里。

#### 的的喀喀湖
為世界最高的具航運價值的湖泊，海拔3,812公尺，面積8,290平方公里，長約177公里，寬約56公里，最深處475公尺，由丘奎托湖和維尼亞馬卡湖組成，東南岸為印加帝國的行宮。

#### 馬拉開波湖
位於委內瑞拉境內，由塔夫拉索灣和委內瑞拉相連，長約210公里，面積約平方13,210公里。

### 氣候

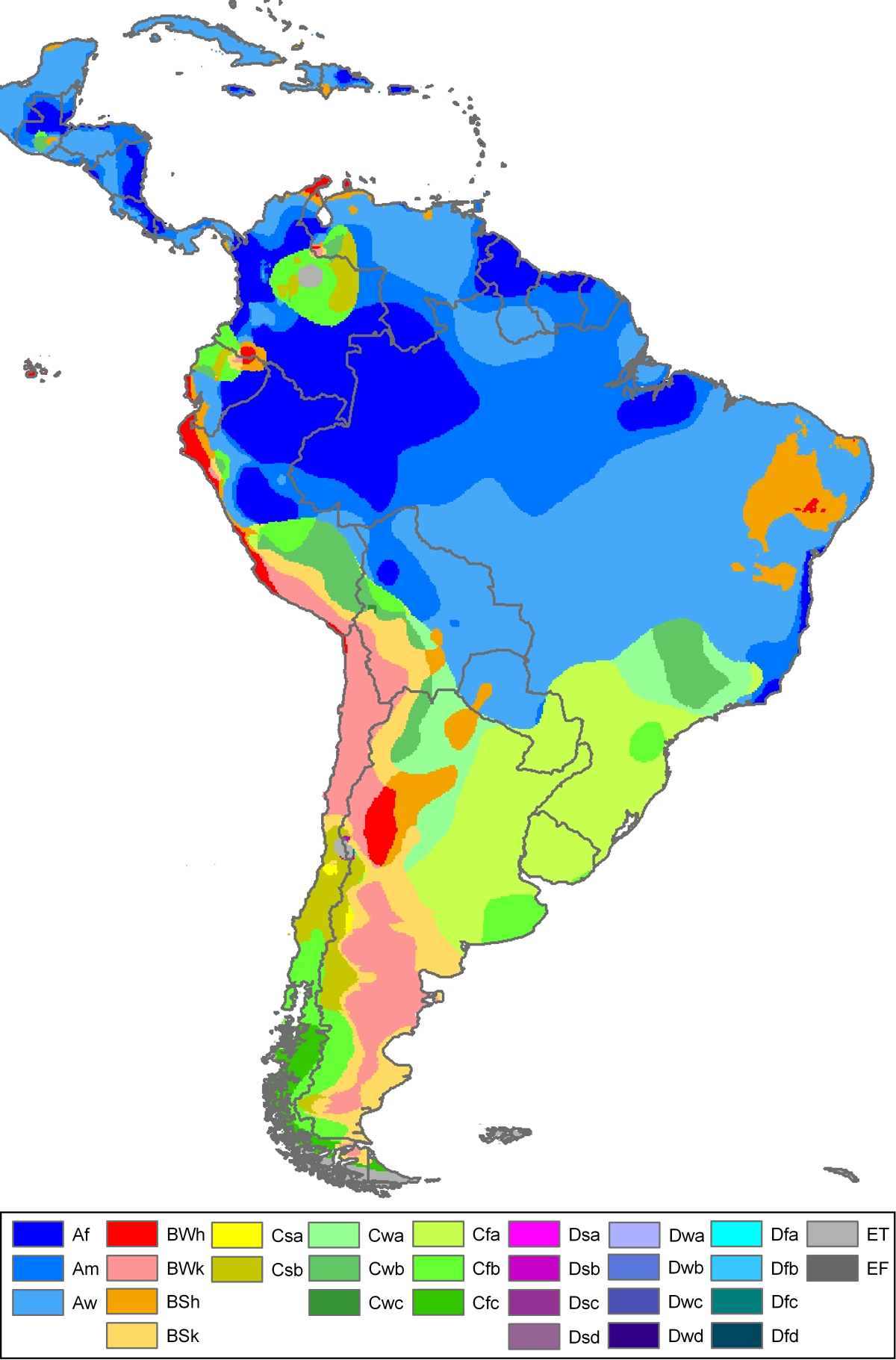
南美洲柯本氣候分類法地圖

南美洲最寬廣的地區接近赤道，溫帶陸地面積較小，以致溫帶範圍小、熱帶範圍大。亞馬遜盆地及圭亞那高地東部屬熱帶雨林氣候。奧利諾科盆地、圭亞那高地西部及巴西高原則屬熱帶草原氣候。安地斯山脈全屬高地氣候。祕魯、智利北部因副熱帶高壓，背東南信風及秘鲁寒流影響，形成熱帶沙漠氣候。智利中部則為夏乾冬雨的地中海型氣候。智利南部屬溫帶温带海洋性氣候。拉布拉他平原東部為夏雨型溼潤氣候。彭巴草原屬溫帶草原氣候。巴塔哥尼亞高原因背西風而形成溫帶沙漠氣候。

### 天然災害
南美洲主要受到三大災害的侵襲，分別是地震、火山爆發和厄尔尼诺现象，造成人類傷亡、財物損失等事件，對一個國家的影響不容小覷。另外在北部的委內瑞拉、蓋亞那及蘇利南等沿海地區則偶爾會被颶風侵襲。

#### 地震及火山爆發
南美洲的造山運動是由南美洲板塊和纳斯卡板块相互擠壓而成，形成安地斯山脈，屬新褶曲山脈，其上又分布許多活火山。近150年來發生4次重大地震，第一次為１８６８年發生在厄瓜多及哥倫比亞的大地震，死傷人數約70,000人；第二次發生在奇廉（智利），地震強度為芮氏規模7.8，死傷30,000人，發生在１９３９年；第三次發生在瓦爾帕萊索（智利），地震強度為芮氏規模9.5，是有記錄以來最強的地震，死傷人數20,000人，發生在１９６０年第四次發生在欽博特（祕魯），地震強度為芮氏規模7.7，死傷66,000人，發生在１９７０年。；2010年2月27日，在智利小鎮塔爾卡（Talca）西南西99公里處，以及康塞普松（Concepcion）北北東117公里處，於當地清晨3:34分，發生芮氏規模8.8地震。主要火山仍存有數座。
南美洲最高的阿空加瓜山，位在阿根廷，海拔6,960公尺，為死火山。另有尤耶亞科火山，位在智利、阿根廷邊境，海拔6,723公尺，為死火山。印加瓦西峰，位在智利、阿根廷邊境，海拔6,709公尺。钦博拉索山，位在厄瓜多尔，海拔6,310公尺，屬死火山。
科托帕希峰，位於厄瓜多境內，海拔5,896公尺，屬活火山；魯伊斯火山，位在哥倫比亞境內，海拔5,399公尺，為活火山；桑蓋火山，位在厄瓜多，海拔5,230公尺，屬活火山；通古拉瓦火山，在厄瓜多境內，海拔5,016公尺，屬休火山；皮欽查山，在厄瓜多，海拔4,794公尺，屬活火山。

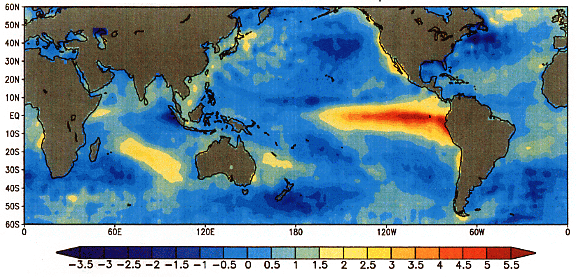
1997年12月厄爾尼諾現象觀測到的海面溫度分布圖，可以看出東太平洋赤道附近的海水溫度比平常上昇了五度以上

#### 厄尔尼诺现象
厄尔尼诺现象發生時，因信風減弱，而極強風將熱帶暖流擠向南美沿岸，水溫升高，南美西岸湧升流減弱甚至消失，鯷魚向南覓食，魚群減少，於漁場中覓食的海鳥減少，作為磷肥重要原料的鳥糞層亦減少，對當地居民造成經濟損失。南美洲西岸由乾燥轉為潮濕，祕魯及智利皆曾因此出現罕見的大洪水，造成許多人傷亡，財物損失難以估計。環境改變後，許多蚊蟲、老鼠等病媒增加，散布登革熱、鼠疫、瘧疾等傳染病。

## 經濟

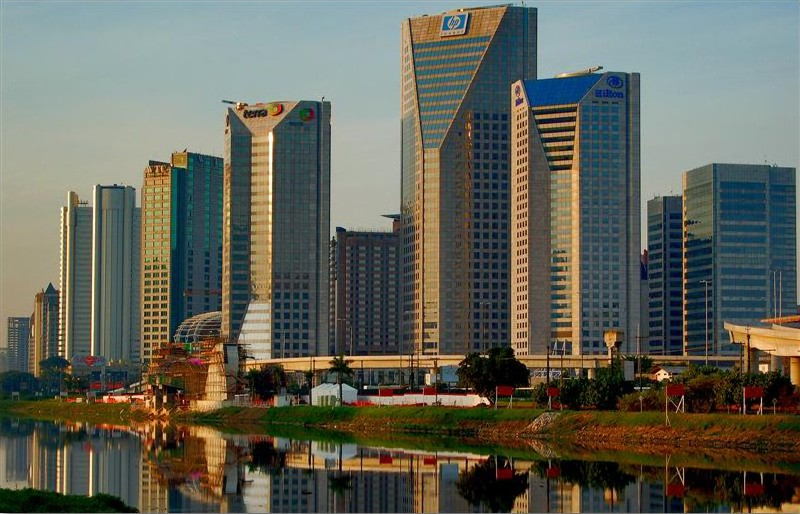
聖保羅

南美洲擁有多樣的環境資源，但受殖民地式經濟與大地主制影響，獨立後並未出現經濟起飛的現象，多為開發中國家。大地主制因大地主生產規模大，收入多；競爭力弱的小農戶則生活貧困。造成社會貧富差距擴大。
為避免與殖民母國利益相牴觸，南美洲工業發展受限，僅能輸出廉價的農、牧、礦等原料，且高價的工業產品
由於受到殖民地式經濟影響，南美洲仍以出口第一級產品為主，單一化的產品，易受國際價格波動影響，使南美洲經濟不穩定，且為因應國際市場需求，多種植經濟作物，許多國家須進口糧食，導致農業發展失衡。
南美洲12個國家均加入南美洲國家聯盟，聯盟總部將設於厄瓜多首都基多、議會設於玻利維亞的科恰班巴，而南美洲銀行將設於委內瑞拉首都卡拉卡斯，預定於2014年和2019年前取消非敏感商品和敏感商品的關稅。

### 農業
南美洲的農業屬於殖民地式農業，品種單一化，大規模種植，其商品價格易受市場波動，造成南美洲國家外債普遍偏高。其農業有數種作物，經濟作物有橡膠、胡椒、棉花、菸草、可可、甘蔗、咖啡、香蕉、黃豆等；糧食作物有稻米、小麥、玉米、蕃薯等。橡膠產地位在亞馬遜河中段。胡椒則產在亞馬遜河的托坎廷斯河分支。委內瑞拉產咖啡、可可、玉米、菸草、甘蔗。哥倫比亞產咖啡、香蕉、棉花、甘蔗、玉米、稻米、黃豆、小麥。巴西產棉花、菸草、樹薯、可可、甘蔗、咖啡、稻米、香蕉、小麥、黃豆。祕魯產棉花、稻米、甘蔗、馬鈴薯。玻利維亞產甘蔗、稻米、棉花、馬鈴薯。智利種植甘蔗、棉花、小麥、玉米、及地中海型氣候蔬果（葡萄、柑橘、橄欖、無花果）。

### 畜牧業
畜牧業所需的土地較大，僅在巴西、阿根廷、委內瑞拉，哥倫比亞無明顯的畜牧業。

### 礦產
安地斯山脈屬於新褶曲山脈，產銅為主，其他區塊則多有礦產，種類可達十多種，其中巴西的熱帶雨林少有開發。巴西產鐵、錳、鎳、鈾、金礦和寶石及鋁礬土；阿根廷產煤、金、銀、銅、鐵、鈹、鎢、錳、鈾、石灰、雲母礦及石油和天然氣；祕魯產金、銀、鋅、銅、鉛、鐵礦及石油；智利產金、銀、銅、鐵、煤礦及硝石；委內瑞拉產金、銅、鐵、鎳、錳礦及鋁礬土和石油；玻利維亞產金、銀（現已枯竭）、錫、鎢、鐵、鉛礦及石油和天然氣；哥倫比亞產金、銀、鉑（白金）、綠寶石、鎳、煤礦和石油及天然氣。

### 工業
現在的南美洲由於受到早期殖民者的壓迫，工業起步的較慢，現在並未出現高科技產業。巴西主要工業有鋼鐵製造業、化學工業、石油化學工業、機械工業、紡織業、水泥業、汽車工業；阿根廷主要工業為水泥業、肥料業、鋼鐵業、塑膠業、造紙業、紡織業、摩托車工業；祕魯主要工業為鋼鐵製造業、汽車製造、輪胎業、水泥業、毛紡織業；智利主要工業為鋼鐵製造業、造紙業、纖維素製造業；委內瑞拉主要工業是水泥業、鋼鐵製造業、化學工業、造船及造車業；哥倫比亞主要工業有紡織業、皮革業、化學工業。

### 知名企业
- 委内瑞拉国家石油公司（PDVSA）：委内瑞拉最大的国有企业，也是整个拉丁美洲在世界500强中排名最靠前的企业。出口的主要市场为美国、拉美其他国家和欧洲，分别占委内瑞拉原油出口的54%、38%和7%。
- 巴西淡水河谷公司（VALE）：世界第三大矿业集团，最大铁矿砂和球铁矿生产企业。1997年巴西政府将公司私有化后，公司盈利不断上升，经营规模逐步扩大。除传统的铁、铝、锰、黄金等矿产品外，还将业务拓展到铁路、水路运输、热力发电和金融证券等领域。
- 巴西航空工业公司（EMBRAER）：世界第三大民用飞机制造企业，在生产120座以下支线飞机方面居世界领先地位。成立于1969年，1994年实行私有化。目前巴西政府持股0.8%，但拥有否决权。主要产品为ERJ-145系列和E170/190系列支线喷气客机、“超级大嘴鸟”螺旋桨战斗机等。总部在圣保罗州的圣若泽多斯坎普斯市，同时在美国、法国、葡萄牙、中国和新加坡设有办公机构和客户服务中心。
- 巴西石油公司（PETROBRAS）：1953年10月成立，负责国家在石油领域的垄断经营。1997年8月，巴西政府颁布法令，允许私人和外资参与经营石油业，打破国家对石油领域垄断，但巴西石油公司仍为巴西国内最大的石油企业。除巴西本国外，还在安哥拉、阿根廷、玻利维亚、哥伦比亚、古巴、厄瓜多尔、美国、英国等国经营业务。
- 巴西Suzano纸浆和纸张公司：全球第二大桉树纸浆生产商和拉美市场最大纸张销售商。公司行政总部位于圣保罗，生产工厂分布在圣保罗州、巴伊亚州等内陆省份，在巴西拥有77.1万公顷森林，在美国、瑞士设立分公司，在中国、英国拥有销售代表处，在阿根廷设立纸张分拨中心，在以色列建立科研实验室。
- 阿根廷核电公司（NASA）：阿根廷核工业发展水平居拉美前列，阿根廷核电公司目前拥有三座运行中的核电站（阿图查1号核电站、恩巴尔塞核电站、阿图查2号核电站），目前正在筹建第四座核电站。
- 秘鲁印加可乐：由英裔秘鲁人何塞·罗宾逊·林德利在1935年创办的企业，其生产的印加可乐饮料使得秘鲁成为唯一一个靠纯粹的商业竞争手段将可口可乐饮料排挤出本国市场的国家。可口可乐公司后来虽然收购了印加可乐公司，但仍保持印加可乐的名字和口味不变。

## 文化與語言
南美洲的文化原以印第安人的文化為主，歐洲殖民者於印第安人大量死亡後引進黑奴以補充勞力，使本區血統複雜。因西班牙及葡萄牙帶來的拉丁文化長期居主導地位，故南美洲常被稱拉丁美洲，但印第安文化並未消失，且融入非洲黑人文化，文化間彼此衝突與融合，形成合成文化，使南美洲的文化更加豐富。
由於長期殖民地，各國官方語言多屬殖民母國的語言，但少數如克丘亚语、瓜拉尼語仍然存在。南美洲大多數國家的官方語言為西班牙語，其他如巴西為葡萄牙語，蓋亞那為英語，蘇利南為荷蘭語，法屬圭亞那則為法語。

## 南美洲国家和地区
南美洲共有12个国家和4个尚未独立的海外领地。这些海外领地分别属于英国（2个）、法国（1个）和挪威（1个），其中隶属英国的南乔治亚和南桑威奇群岛和隶属挪威的布韦岛为无常住居民的荒岛。

### 主权国家和海外领地列表
以下列出南美洲所有的国家和地区：
| 主權国家 | 屬地                   | 人口密度 （/sq.km） | 面积 （sq.km） | 人口 （2002-07-01 est.） | 官方語言           |
| -------- | ---------------------- | ------------------- | -------------- | ------------------------ | ------------------ |
| 巴西     | 巴西                   | 21                  | 8,511,965      | 176,029,560              | 葡萄牙語           |
| 哥伦比亚 | 哥伦比亚               | 36                  | 1,138,910      | 41,008,227               | 西班牙語           |
| 阿根廷   | 阿根廷                 | 14                  | 2,766,890      | 37,812,817               | 西班牙語           |
| 秘魯     | 秘魯                   | 22                  | 1,285,220      | 27,949,639               | 西班牙語           |
| 委內瑞拉 | 委內瑞拉               | 27                  | 912,050        | 24,287,670               | 西班牙語           |
| 智利     | 智利                   | 20                  | 756,950        | 15,498,930               | 西班牙語           |
|          |                        | 47                  | 283,560        | 13,447,494               | 西班牙語           |
| 玻利维亚 | 玻利维亚               | 7.7                 | 1,098,580      | 8,445,134                | 西班牙語           |
| 乌拉圭   | 乌拉圭                 | 19                  | 176,220        | 3,386,575                | 西班牙語           |
| 巴拉圭   | 巴拉圭                 | 14                  | 406,750        | 5,884,491                | 西班牙語、瓜拉尼語 |
|          |                        | 3.2                 | 214,970        | 698,209                  | 英語               |
| 苏里南   | 苏里南                 | 2.7                 | 163,270        | 436,494                  | 荷蘭語             |
| 法國     |                        | 2.0                 | 83,850         | 182,333                  | 法語               |
| 英国     | 福克蘭群島             | 0.26                | 12,200         | 2932                     | 英語               |
| 英国     | 南乔治亚和南桑威奇群岛 | 0.005               | 3,903          | 30                       | 英語               |
| 挪威     | 布韦岛                 | 0                   | 49             | 0                        | 挪威語             |